# Напи (Вырумаа)
На́пи (эст. Napi) — деревня в волости Сетомаа уезда Вырумаа, Эстония. Исторически относится к нулку Лухамаа.
До административной реформы местных самоуправлений Эстонии 2017 года входила в состав волости Миссо.

## География и описание
Расположена в 30 километрах от уездного центра — города Выру — и в 39 километрах от волостного центра — посёлка Вярска. Высота над уровнем моря — 191 метр.
Климат переходный от морского к континентальному. Официальный язык — эстонский. Почтовый индекс — 65022.

## Население
По данным переписи населения 2021 года, в Напи насчитывалось 5 жителей, все — эстонцы.
По данным переписи населения 2011 года, в деревне проживали 7 человек, все — эстонцы (сету в перечне национальностей выделены не были).
Численность населения деревни Напи по данным переписей населения СССР и Департамента статистики:
| Год  | 1959 | 1970 | 2000 | 2011 | 2018 | 2019 | 2020 | 2021 |
| ---- | ---- | ---- | ---- | ---- | ---- | ---- | ---- | ---- |
| Чел. | 49   | ↘ 23 | ↘ 14 | ↘ 7  | ↗ 8  | → 8  | → 8  | ↘ 5  |

## История
На военно-топографических картах Российской империи (1866–1867 годы), в состав которой входила Лифляндская губерния, деревня обозначена как Напикова.
В письменных источниках 1872 года упоминается Napi, 1882 года — Напики, Напиково, 1904 года — Napi, На́пики, примерно 1920 года — Napiko.
Деревня существовала уже в XVIII веке. В 1882 году В деревня входила в общину Железово (эст. Selesova kogukond) и относилась к Паниковскому приходу (эст. Pankjavitsa kogudus).
В 1885 году упоминается растущее в деревне святое дерево — большая сосна, которая сохранилась до настоящего времени и охраняется государством. Высота дерева составляет 15 метров, обхват — 310 см.
В 1977–1997 годах Напи была частью деревни Тийлиге.

## Происхождение топонима
Происхождение топонима неясно. Так как деревня расположена на высоком холме, можно предположить, что основой топонима стало эстонское слово ′napp′ («возвышенность»). Объяснить название на основе русской лексики сложно, топоним также не имеет аналогов в России.